# Helene Schmidt
Pour les articles homonymes, voir Schmidt.
Helene Hermine « Leni » Schmidt (née le 28 décembre 1906 à Brême et décédée le 11 novembre 1985 à Brême également) est une athlète allemande spécialiste du sprint. Affiliée au Bremer Sportfreunde, elle mesurait 1,69 m pour 60 kg.

## Biographie

### Palmarès
| Date | Compétition           | Lieu      | Résultat | Épreuve   | Performance |
| ---- | --------------------- | --------- | -------- | --------- | ----------- |
| 1928 | Jeux olympiques d'été | Amsterdam | 3e       | 4 × 100 m | 49 s 0      |

### Records
| Épreuve    | Performance | Lieu | Date |
| ---------- | ----------- | ---- | ---- |
| 100 mètres | 12 s 3      |      | 1934 |